# 雷布諾耶
54°44′N 39°31′E / 54.733°N 39.517°E
雷布諾耶（俄语：Ры́бное）是俄羅斯梁贊州西北部的一個城市，位於州府梁贊西北18公里的沃扎河畔。2018年人口19,700人。
雷布諾耶於1597年建立，1961年正式建市。